# هودج 301
هودج 301 في علم الفلك (بالإنجليزية: Hodge 301 ) هو هو تجمع نجمي مزدوج في سحابة ماجلان الكبرى . وقد نشأ هذا التجمع المزدوج مثل التجمع آر 136 من غازات سديم العنكبوت (30 Doradus, إن جي سي 2070) . تبين الصورة مقطع في سديم العنكبوت الذي يوجد في المجرة الصغيرة المجاورة لمجرتنا وهي سحابة ماجلان الكبرى ، ويوجد التجمع النجمي هودج 301 في تلك السحابة في جزئها الشمالي (يرى أسفل الصورة إلى اليمين). ى عتبر هذا السديم (سديم العنكبوت) أحد أشد المناطق التشطة التي تنشأ فيها نجوم جديدة.
التجمع النجمي Hodge 301 ليس معروف تماما مثل التجمع آر 136 الذي يشكل أشد مناطق سديم العنكبوت سطوعا. فإن هودج 301 أقدم بنحو عشرة مرات ( نحو 25 مليون سنة) من التجمع أر 136 ، حيث حدثت فيه انفجارات عدة نجوم في هيئة مستعرات عظمى ، وتنتشر بقايا غازاتها في شكل موجات صدمية خلال سديم العنكبوت.
تلك الموجات الصدمية التي تجعل الغازا يتمدد تنتج أثارا خطية خضراء وبعضها يميل إلى اللون الوردي الأحمر تتخلل سديم العنكبوت. ويمكن رؤية 3 نجوم من العمالقة الحمر الذين دخلوا المرحلة النهائية من عمرهم.

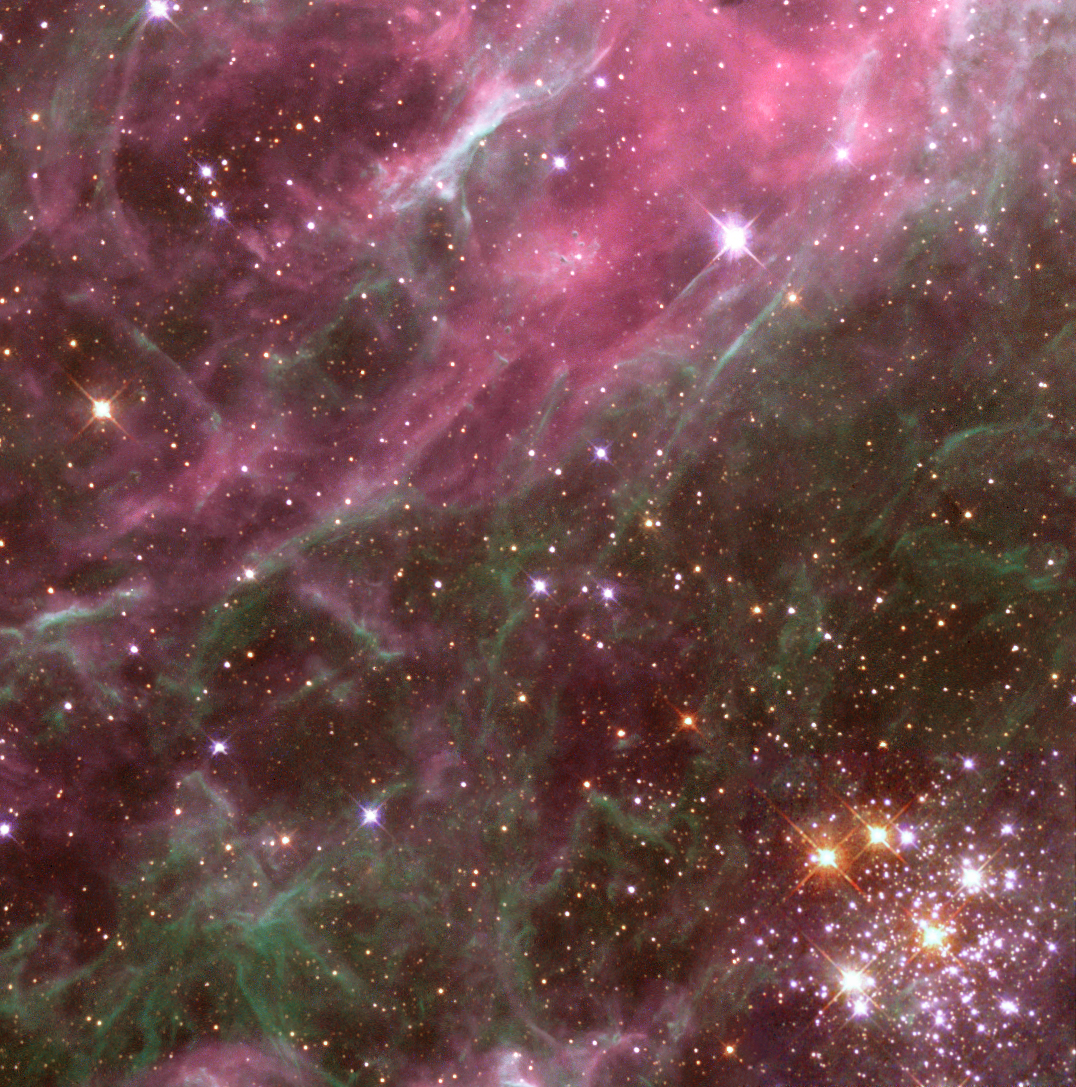
Rechts unten im Bildausschnitt ist der circa 25 Millionen Jahre alte Sternenhaufen Hodge 301 zu sehen. Er erhellt Teile des Tarantelnebels der Großen Magellanschen Wolke.

## اقرأ أيضا
- سديم العنكبوت
- إن جي سي 2060
- آر 136 إيه 1
- ثقب أسود
- إن جي سي 1982
- إن جي سي 604
- إن جي سي 0051
- إن جي سي 0047
- إن جي سي 1961
- إن جي سي 1502